# En dag i Sverige
En dag i Sverige är det största fotografiska projektet som har genomfört i Sverige. 3 juni 2003 samlades över 3 800 fotografer in för att dokumentera Sverige. 24 000 bilder skickades in till juryn. Urvalet resulterade i boken En dag i Sverige.

## Fotnoter
1. ↑  ”Bilder av Sverige”. www.dn.se. 6 oktober 2003. http://www.dn.se/nyheter/bilder-av-sverige. Läst 27 september 2009.